# 鷲見四郎
鷲見 四郎（すみ しろう、1913年3月6日 - 2003年9月22日）は、日本のヴァイオリニストである。鷲見三郎の弟、鷲見加寿子の父、鷲見精一の祖父。

## 略歴
鳥取県米子市尾高町出身。1928年、レオポルト・アウアー門下のニコライ・シュフェルブラッドに師事する。1929年、新交響楽団（現在のNHK交響楽団）に入団する。
1932年、第1回音楽コンクール（現在の日本音楽コンクール）のヴァイオリン部門で最優秀者に贈られる「賞」（現在の第1位）を受賞し、翌1933年の第2回でも続けて「賞」を受賞した。戦後、NHK交響楽団のコンサートマスターを務めた。1961年から1981年まで国立音楽大学教授を務めた。
退官後も90歳で亡くなるまで後進の指導に当たり、佐藤俊介、武藤順子などのヴァイオリニストを育てた。